# HD 11506 c
HD 11506 c es un planeta extrasolar que orbita la estrella de tipo G HD 11506, localizado aproximadamente a 176 años luz, en la constelación de Cetus.Este planeta tiene al menos el 82% de la masa de Júpiter y tarda 170 días en completar su periodo orbital, con un semieje mayor de 0,64 UA. Sin embargo, es un planeta muy excéntrico, oscilando la distancia entre los 0,37 y los 0,91 UA.Este planeta fue descubierto usando el método de la inferencia bayesiana el 18 de febrero de 2009. El astrónomo Wladimir Lyra (2009) ha propuesto Charybdis como el nombre común posible para HD 32518 b.